# Jean Cochon-Dupuy
Jean Cochon-Dupuy (Niort, 1674 - Rochefort, 1757), est un médecin français, correspondant à l'Académie des sciences.

## Biographie
Fils de Philippe Cochon, sieur du Puy, médecin originaire de La Rochelle et devenu médecin ordinaire du roi et maire de Niort, et de Marie Brisset, Jean Cochon du Puy reçut son grade de docteur à la faculté de médecine de Toulouse. Il s'installe comme médecin ordinaire du roi en Aunis (La Rochelle) où il gagne une solide réputation.
C'est alors que l'intendant de la marine, Michel Bégon, l'attire à lui. En 1704, Jean Cochon-Dupuy devient médecin en second au port de Rochefort, puis premier médecin en 1712. Il fonde[réf. à confirmer] la première école de santé navale (école d'anatomie et de chirurgie, 1715).
Sa renommée le conduit à devenir correspondant de l'Académie des sciences (1726) et le comte de Maurepas, secrétaire d'État à la Marine, fait le déplacement depuis Versailles jusqu'à Rochefort pour assister à deux leçons d'anatomie du médecin, en 1727. Cochon-Dupuy a les faveurs de la Cour. En 1753, il est anobli. Cette ascension sociale se concrétise par le mariage de sa fille qu'il donne au chef d'escadre, marquis de L'Estenduère.
La bibliothèque de l'ancienne école de médecine conserve les trois volumes de ses cours dispensés à ses élèves. Sur décision ministérielle, ils avaient été diffusés dans les autres arsenaux du royaume (Brest et Toulon).
Malgré son savoir-faire, il ne peut rien contre l'épidémie de scorbut de l'escadre du bailli de Piosin, ramenée en 1745 depuis Louisbourg (île Royale). L'hôpital perd alors 150 chirurgiens, apothicaires et aumôniers, pendant que Rochefort compte 3 000 victimes. La charge de médecin et de directeur de l'école de santé navale n'est pas une sinécure dans une ville qualifiée par ses contemporains de "tombeau de la marine".

## Hommages
Il donne son nom à la place Jean Cochon-Dupuy, à Rochefort.

### Sources et bibliographie
- Monique Le Hénaff-Jegou, Rocherfort-sur-Mer : ville de la marine. Étude démographique 1680-1820,Thèse, 5 vol., Université Bordeaux III, 1988 (tomes IV et V: annexes).

- Jean-Luc Suberchicot, Le service de santé de la Marine royale (1661-1793), Thèse, 3 vol., Paris IV-Sorbonne, 1998.

- Michel Vergé-Franceschi, Les officiers généraux de la marine royale : 1715-1774. Origines, conditions, services, Paris, 7 vol., Librairie de l’Inde, 1990.

- Étienne Taillemite, Dictionnaire des marins français, Paris, éditions Tallandier, 2002, 573 p. (ISBN 2-84734-008-4)